# Addison Russell
Addison Wayne Russell (ur. 23 stycznia 1994) – amerykański baseballista występujący na pozycji drugobazowego i łącznika w Chicago Cubs.

## Przebieg kariery
Po ukończeniu szkoły średniej, w czerwcu 2012 został wybrany w pierwszej rundzie draftu  z numerem jedenastym  przez Oakland Athletics i po dwóch latach występów w klubach farmerskich tego zespołu, najwyżej na poziomie Triple-A w Sacramento River Cats, został oddany do Chicago Cubs. Sezon 2015 rozpoczął od gry w Iowa Cubs, a 21 kwietnia 2015 zaliczył debiut w Major League Baseball w meczu przeciwko Pittsburgh Pirates. 1 maja 2015 w wygranym przez Cubs 1–0 spotkaniu z Milwaukee Brewers na Wrigley Field zdobył pierwszego home runa w MLB.
W lipcu 2016 po raz pierwszy został powołany do NL All-Star Team. 1 listopada 2016 w szóstym meczu World Series przeciwko Cleveland Indians wyrównał rekord tej serii rozgrywek zaliczając 6 RBI. Ponadto zdobyty przez niego grand slam był 19. w historii World Series. Cubs wygrali spotkanie z 9–3 i wyrównali stan rywalizacji. 19 kwietnia 2017 w meczu przeciwko Milwaukee Brewers zdobył swojego pierwszego walk-off home runa w MLB.

## Nagrody i wyróżnienia
| Nagroda/wyróżnienie      | Lata | Źródło |
| All-Star                 | 2016 | [ 4 ]  |
| Zwycięzca w World Series | 2016 | [ 7 ]  |